# Blackwood
För andra betydelser, se Blackwood (olika betydelser).

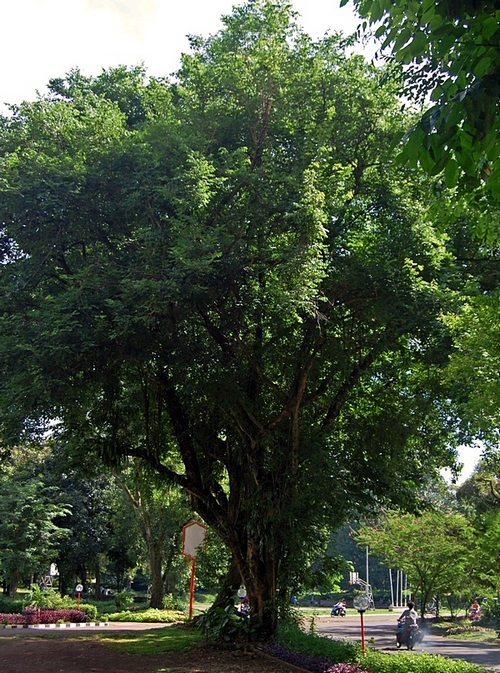
Dalbergia latifolia.

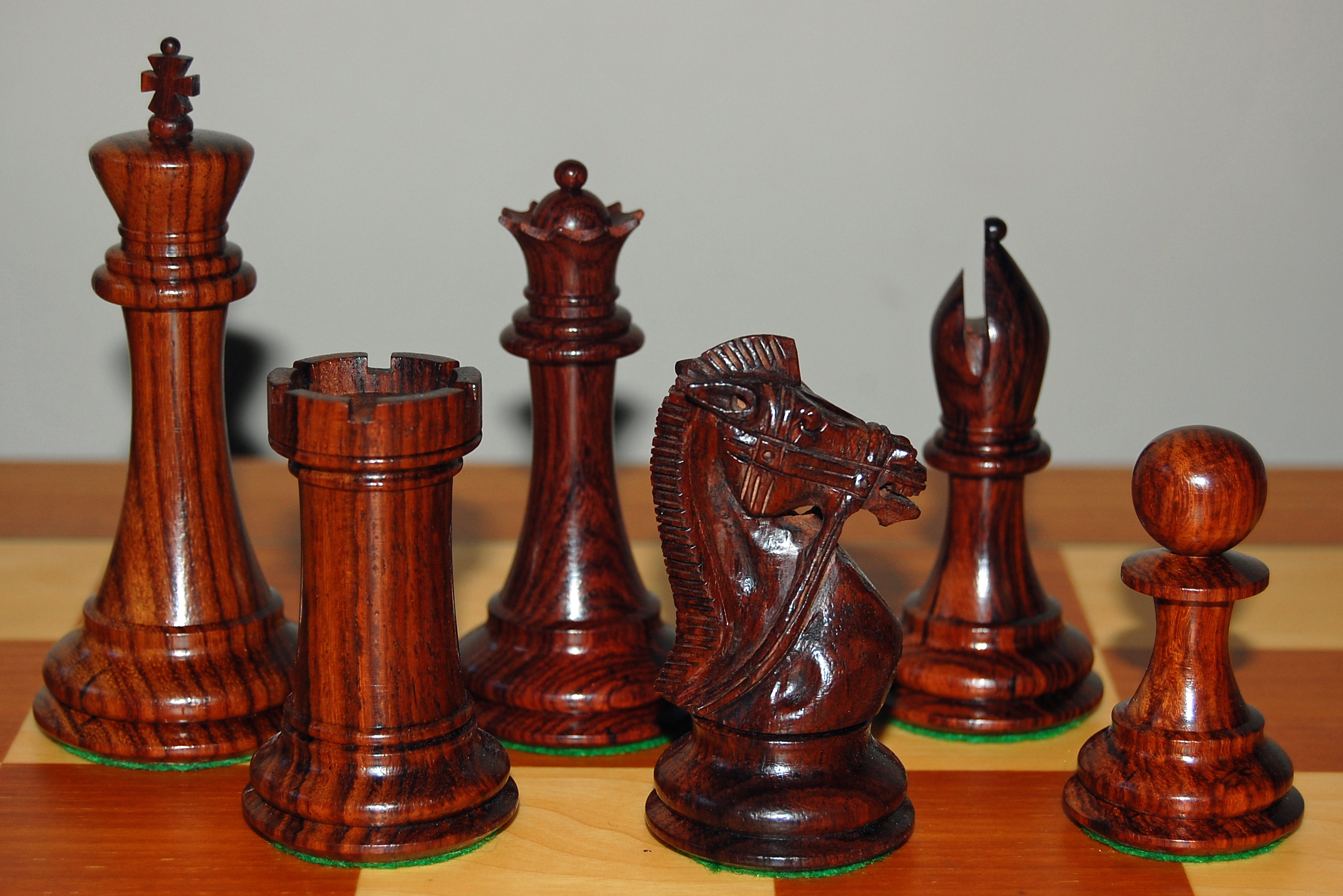
Schackpjäder i rosenträ

Blackwood är ett mörkt och mycket hårt träslag som främst används till finare snickeriarbeten, bland annat möbler. Träslaget fås främst från veden av olika trädarter ur släktet Dalbergia, som Dalbergia latifolia (från Indien) eller Dalbergia melanoxylon (från Afrika). Virke från Acacia melanoxylon (från Australien) kan också betecknas som blackwood. Liknande träslag är rosenträ och palisander. 
Hos Dalbergia latifolia är kärnveden mörk med purpurfärgad ådring. Veden är mycket hård och fast och har varit mycket eftersökt till finare snickeriarbeten, men har även kommit till användning som slipers och för golvläggning. Träden kan bli upp till 40 meter höga och är ständigt gröna, men kan vara lövfällande i torrare regioner. De odlas också i plantager i Indien och på Java sedan slutet av 1800-talet, men på grund av artens långsamma tillväxt har odlingen inte expanderat utanför dessa områden.
En närstående art, Dalbergia sissoo, lämnar också värdefullt timmer, som fått stor användning på grund av sin egenskap att motstå röta.